# Stężyca (Pomořské vojvodství)
Stężyca (/stɛ̃ʐɨt͡sa/, kašubsky Stãżëca, německy Stendsitz) je kašubská vesnice v Polsku, nacházející se v Pomořském vojvodství, v okrese Kartuzy. Tvoří samostatnou gminu Stężyca.
K 31. prosinci 2014 měla vesnice 2 165 obyvatel, z toho 2 048 žilo v hlavní části obce.

## Historie
V 15. století král Kazimír IV. Jagellonský daroval Stężycu Szlacheckou gdaňskému radnímu Joachimu von Becke jako odměnu za jeho zásluhy během třináctileté války. Na konci 16. století tuto část Stężyce vlastnil Stanisław Kamiński. Od roku 1648 pak patřila rodině Łaszewských až do roku 1764. V té době se dcera Michała Łaszewského, Regina, provdala za Joachima Lewalda-Jezierského.
V roce 1904 založila početná skupina obyvatel Stężyce Lidovou banku, dnešní Družstevní banku.
Až do roku 1920 existovaly dvě části Stężyce: Szlachecka a Królewska (dříve nazývané Wielka(velká) a Mała(malá)).

## Galerie

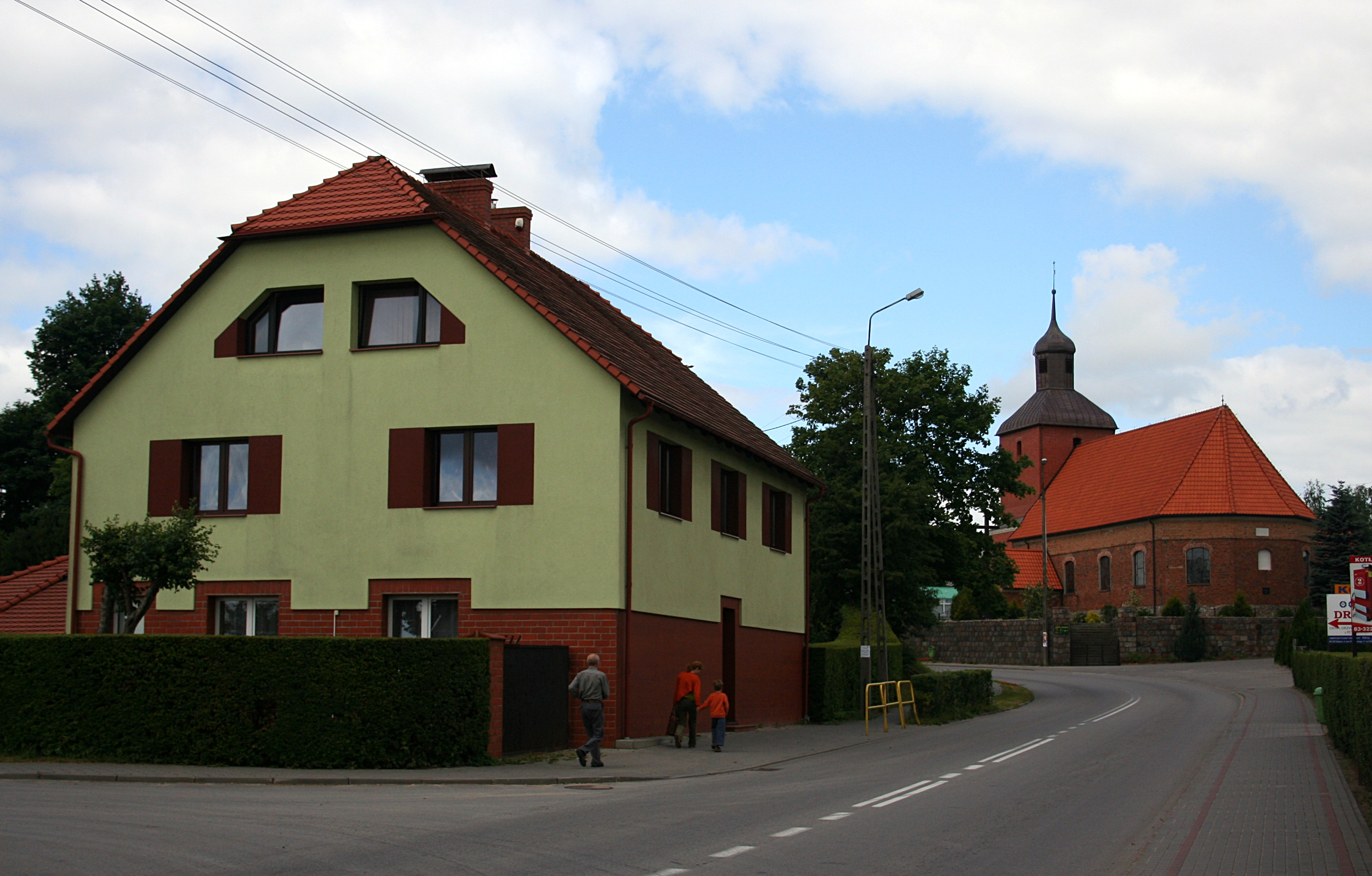

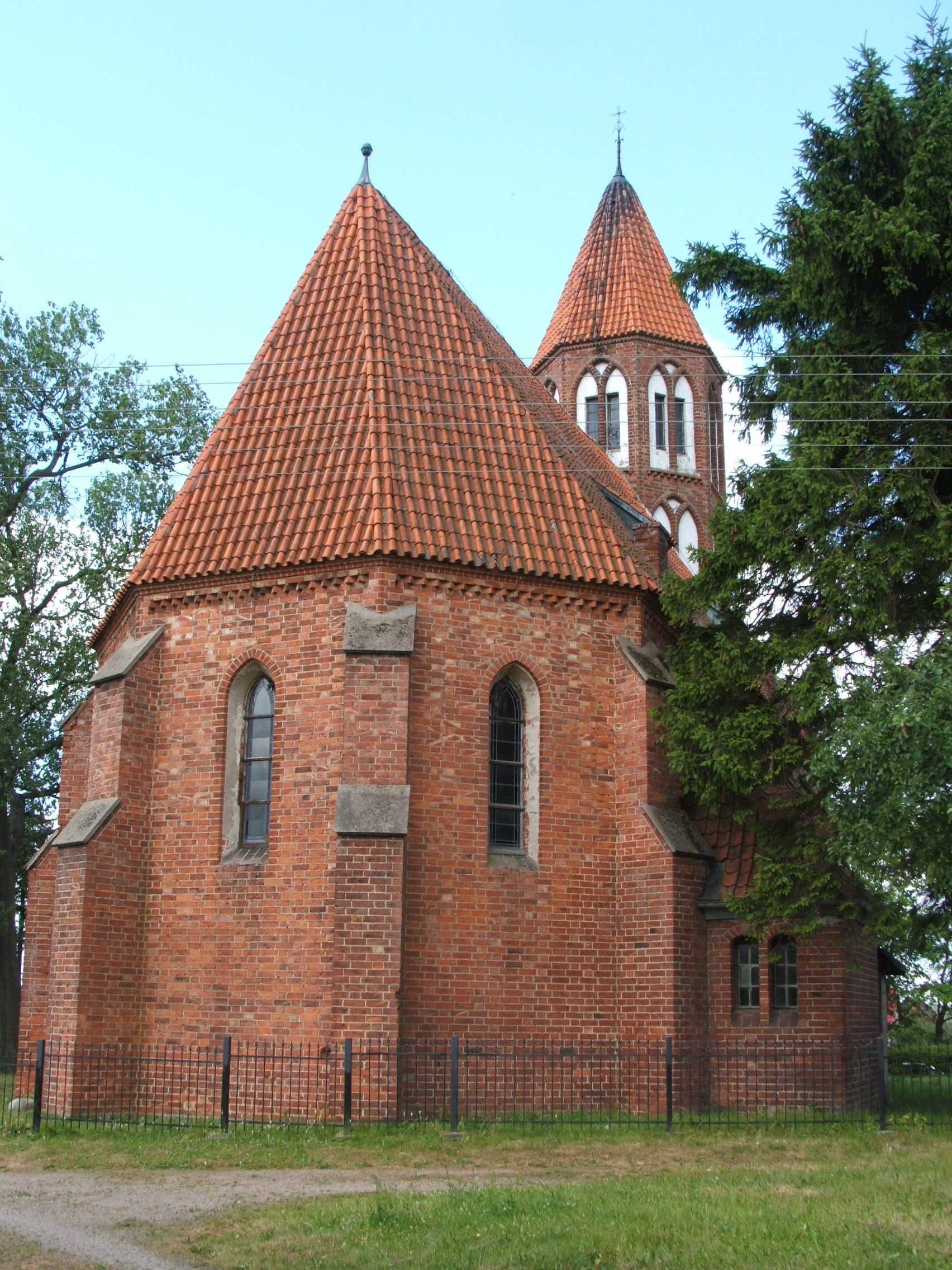
poloevangelický kostel